# Ephippigerini
Tribu
Les éphippigérines (Ephippigerini) forment une tribu d'insectes orthoptères de la famille des Tettigoniidae.
Ce sont des éphippigères, des sauterelles aux ailes atrophiées.
Parfois classés dans la sous-famille des Ephippigerinae Brunner von Wattenwyl, 1878, dans la famille des Bradyporidae Burmeister, 1838 et dans la super-famille des Tettigonioidea Krauss, 1902.

## Distribution
Les espèces de cette tribu se rencontrent en Europe et au nord de l'Afrique.

## Liste des genres
Selon Orthoptera Species File (20 mai 2022) :
- Afrosteropleurus Barat, 2012
- Albarracinia Barat, 2012
- Baetica Bolívar, 1903
- Baratia Llucià Pomares, 2021
- Callicrania Bolívar, 1898
- Coracinotus Barat, 2012
- Corsteropleurus Barat, 2012
- Ephippiger Berthold, 1827
- Ephippigerida Bolívar, 1903
- Lluciapomaresius Barat, 2012
- Lucasinova Barat, 2012
- Neocallicrania Pfau, 1996
- Parasteropleurus Barat, 2012
- Platystolus Bolívar, 1878
- Praephippigera Bolívar, 1903
- Sabaterpia Barat, 2012
- Sorapagus Barat, 2012
- Steropleurus Bolívar, 1878
- Synephippius Navás, 1905
- Uromenus Bolívar, 1878

## Référence
- (de) Brunner von Wattenwyl , 1878 : Monographie der Phaneropteriden. Verhandlungen der Kaiserlich-Königlichen Zoologisch-Botanischen Gesellschaft in Wien, vol. 28, p. 1-401.